# Seven Years in Tibet (1997)
Seven Years in Tibet is een Amerikaanse film uit 1997. De film is een verfilming van de gelijknamige biografie van Heinrich Harrer, die in zijn boek vertelt over zijn belevenissen als bergbeklimmer in Tibet en zijn ontmoetingen met de nog jonge dalai lama Tenzin Gyatso. Hoofdrollen werden vertolkt door Brad Pitt, David Thewlis en Danny Denzongpa.

## Verhaal
De Oostenrijkse nazisympathisant Heinrich Harrer besluit in 1939 te gaan bergbeklimmen in de Himalaya. Op het station van Graz neemt hij afscheid van zijn zwangere vrouw, die zeer teleurgesteld is over zijn vertrek. Aangekomen in India beklimt de expeditie bestaande uit 7 man de berg Nanga Parbat. Wegens het aanhoudend slechte weer bereiken de mannen de top niet. Terug in de bewoonde wereld worden de klimmers gearresteerd door de Britten. De reden is dat Duitsland Polen is binnengevallen.
De mannen worden naar een krijgsgevangenkamp gestuurd. Na een aantal vluchtpogingen lukt het de mannen eindelijk te ontsnappen, waarna de groep uiteenvalt. Harrer trekt alleen door India, maar durft niet meer terug te gaan naar huis vanwege de oorlog. Op een marktplein ziet hij Peter Aufschnaiter terug. Die vertelt hem dat de andere vijf weer opgepakt zijn en dat ook zij worden gezocht. De twee besluiten via de Himalaya door te trekken naar het neutrale Tibet. Daar maakt Harrer kennis met het lokale leven en met de jonge dalai lama, en vindt hij innerlijke rust. Maar hij krijgt later ook te maken met de politieke strubbelingen tussen China en Tibet.

## Rolverdeling
| Acteur                   | Personage                |
| ------------------------ | ------------------------ |
| Brad Pitt                | Heinrich Harrer          |
| David Thewlis            | Peter Aufschnaiter       |
| Danny Denzongpa          | Regent                   |
| Lhakpa Tsamchoe          | Pema Lhaki               |
| Jetsün Pema              | moeder van de Dalai Lama |
| B.D. Wong                | Ngawang Jigme            |
| Mako                     | Küngo Tsarong            |
| Victor Wong              | Chinese amban            |
| Ingeborga Dapkūnaitė     | Ingrid Harrer            |
| Jamyang Jamtsho Wangchuk | Dalai Lama, 14 jaar oud  |
| Sonam Wangchuk           | Dalai Lama, 8 jaar oud   |
| Dorjee Tsering           | Dalai Lama, 4 jaar oud   |

## Achtergrond
De film werd niet opgenomen in Tibet, maar in Canada (British Columbia) en in Mendoza, Argentinië (Andesgebergte). In 1999 onthulde Annaud echter dat hij buiten ieders weten om toch een crew van documentairefilmers naar Tibet had gestuurd, en 20 minuten aan filmmateriaal in de film had gestopt.
De film vertoont een aantal verschillen met het boek. Zo wil Harrer zich in de film niet identificeren met de nazi’s, terwijl hij in het boek wel sergeant is in de Sturmabteilung. Verder is hij in de film minder arrogant en egoïstisch dan in het boek. In de film spelen Harrers gedachten aan zijn vrouw en zoon, die hij nog nooit heeft gezien, een grote rol. In het boek heeft Harrer het nooit over zijn vrouw en zoon.
Nog voor uitbreng was de film al onderwerp van enige controverse in de Volksrepubliek China. Men vond dat de Chinezen als te arrogant en onvriendelijk werden neergezet in de film. Mede om deze redenen kregen acteurs Brad Pitt en David Thewlis en de regisseur geen toegang tot China.
De filmmuziek is gecomponeerd door John Williams en uitgebracht op de gelijknamige soundtrack.

## Prijzen en nominaties
| jaar | prijs                         | categorie                                                    | genomineerde(n)          | uitslag     |
| ---- | ----------------------------- | ------------------------------------------------------------ | ------------------------ | ----------- |
| 1998 | Award of the Japanese Academy | Beste buitenlandse film                                      | -                        | genomineerd |
| 1998 | Golden Globe                  | beste originele muziek – film                                | John Williams            | genomineerd |
| 1998 | Grammy Award                  | beste instrumentale nummer geschreven voor film of televisie | John Williams            | genomineerd |
| 1998 | Guild Film Award – Gold       | buitenlandse film                                            | Jean-Jacques Annaud      | gewonnen    |
| 1998 | Golden Reel Award             | beste geluidsmontage – buitenlandse productie                | -                        | genomineerd |
| 1998 | PFS Award                     | vrede                                                        | -                        | gewonnen    |
| 1998 | PFS Award                     | Exposé                                                       | -                        | genomineerd |
| 1998 | PFS Award                     | Mensenrechten                                                | -                        | genomineerd |
| 1998 | Audience Award                | beste acteur                                                 | Brad Pitt                | gewonnen    |
| 1998 | YoungStar Award               | beste optreden van een jonge acteur in een dramafilm         | Jamyang Jamtsho Wangchuk | genomineerd |